# دورو ليفي
دورو ليفي (بالإيطالية: Doro Levi)‏ هو مؤرخ الفن إيطالي، ولد في 1 يونيو 1898 في ترييستي في إيطاليا، وتوفي في 3 يوليو 1991 في روما في إيطاليا.